# Jean Macé (metrostation)
Jean Macé is een metrostation aan lijn B van de metro van Lyon, in het 7e arrondissement van de Franse stad Lyon. Bij dit station kan er over worden gestapt op lijn 2 van de tram van Lyon en op de trein in het recent aangelegde spoorwegstation Jean Macé. Dit station is gebouwd om de stations Perrache en Part Dieu te ontlasten en een extra mogelijkheid tot overstappen op het openbaar vervoersnetwerk van TCL te bieden.
Tot 4 september 2000 is Jean Macé het eindstation van lijn B. Op die dag wordt de verlenging naar het station Stade de Gerland geopend.
Jean Macé bevindt zich in een studentenwijk. In de omgeving zijn er meerdere faculteiten en het centre Berthelot, waar onder andere het IEP de Lyon (Sciences Po, een grande école), en het centrum voor het verzet en de deportatie in de Tweede Wereldoorlog gevestigd zijn. Verder is het park op de oevers van de Rhône in de nabijheid.